# یخچال طبیعی مینگ یونگ
یخچال طبیعی مینگ یونگ (به لاتین: Mingyong Glacier) یک یخچال طبیعی در چین است که در Yunnan Province, People's Republic of China واقع شده‌است.